# Campeonato Mundial de Esquí Nórdico de 1985
El XXXVI Campeonato Mundial de Esquí Nórdico se celebró en la localidad alpina de Seefeld (Austria) entre el 18 y el 27 de enero de 1985 bajo la organización de la Federación Internacional de Esquí (FIS) y la Federación Austríaca de Esquí.

## Esquí de fondo

### Masculino
| Evento                   | Oro                                                                                        | Plata                                                                                        | Bronce                                                                             |
| ------------------------ | ------------------------------------------------------------------------------------------ | -------------------------------------------------------------------------------------------- | ---------------------------------------------------------------------------------- |
| 15 km EC (22.01)         | Kari Härkönen · Finlandia · 40:42,7                                                        | Thomas Wassberg · Suecia · 40:56,0                                                           | Maurilio De Zolt · Italia · 41:27,2                                                |
| 30 km EC (18.01)         | Gunde Svan · Suecia · 1:18:24,1                                                            | Ove Aunli · Noruega · 1:18:49,1                                                              | Harri Kirvesniemi · Finlandia · 1:19:00,2                                          |
| 50 km EL (27.01)         | Gunde Svan · Suecia · 2:10:49,9                                                            | Maurilio De Zolt · Italia · 2:11:52,6                                                        | Ove Aunli · Noruega · 2:12:37,7                                                    |
| Relevo 4 × 10 km (24.01) | Noruega · Arild Monsen · Pål Gunnar Mikkelsplass · Tor Håkon Holte · Ove Aunli · 1:52:21,0 | Italia · Marco Albarello · Giorgio Vanzetta · Maurilio De Zolt · Giuseppe Ploner · 1:52:27,5 | Suecia · Erik Östlund · Thomas Wassberg · Thomas Eriksson · Gunde Svan · 1:52:40,4 |

### Femenino
| Evento                  | Oro                                                                               | Plata                                                                                  | Bronce                                                               |
| ----------------------- | --------------------------------------------------------------------------------- | -------------------------------------------------------------------------------------- | -------------------------------------------------------------------- |
| 5 km EC (21.01)         | Anette Bøe · Noruega · 15:14,8                                                    | Marja-Liisa Kirvesniemi · Finlandia · 15:25,1                                          | Grete Ingeborg Nykkelmo · Noruega · 15:26,6                          |
| 10 km EC (19.01)        | Anette Bøe · Noruega · 30:54,8                                                    | Marja-Liisa Kirvesniemi · Finlandia · 30:56,2                                          | Grete Ingeborg Nykkelmo · Noruega · 30:58,0                          |
| 20 km EL (26.01)        | Grete Ingeborg Nykkelmo · Noruega · 59:19,1                                       | Brit Pettersen · Noruega · 5937,5                                                      | Anette Bøe · Noruega · 59:43,5                                       |
| Relevo 4 × 5 km (22.01) | URSS Tamara Tijonova Raisa Smetanina Liliya Vasilchenko Anfisa Romanova 1:04:50,1 | Noruega · Anette Bøe · Anne Jahren · Grete Ingeborg Nykkelmo · Berit Aunli · 1:04:58,8 | RDA Manuela Drescher Gaby Nestler Antje Misersky Ute Noack 1:05:57,0 |

## Salto en esquí
| Evento                              | Oro                                                                                   | Plata                                                                              | Bronce                                                                |
| ----------------------------------- | ------------------------------------------------------------------------------------- | ---------------------------------------------------------------------------------- | --------------------------------------------------------------------- |
| Trampolín normal individual (17.01) | Jens Weißflog RDA 225,3 pts.                                                          | Andreas Felder · Austria · 216,0 pts.                                              | Per Bergerud · Noruega · 214,6 pts.                                   |
| Trampolín grande individual (16.01) | Per Bergerud · Noruega · 224,2                                                        | Jari Puikkonen · Finlandia · 223,0                                                 | Matti Nykänen · Finlandia · 221,7                                     |
| Trampolín grande por equipo (17.01) | Finlandia · Tuomo Ylipulli · Pentti Kokkonen · Matti Nykänen · Jari Puikkonen · 583,0 | Austria · Andreas Felder · Armin Kogler · Günther Stranner · Ernst Vettori · 576,5 | RDA Frank Sauerbrey Manfred Deckert Klaus Ostwald Jens Weißflog 550,8 |

## Combinada nórdica
| Evento                            | Oro                                                       | Plata                                                                  | Bronce                                                                   |
| --------------------------------- | --------------------------------------------------------- | ---------------------------------------------------------------------- | ------------------------------------------------------------------------ |
| TN + 15 km individual (18.01)     | Hermann Weinbuch RFA 410,10                               | Geir Andersen · Noruega · 399,84                                       | Jouko Karjalainen · Finlandia · 396,60                                   |
| TN + 3 × 10 km por equipo (19.01) | RFA Thomas Müller Hubert Schwarz Hermann Weinbuch 1276,90 | Noruega · Geir Andersen · Espen Andersen · Hallstein Bøgseth · 1256,02 | Finlandia · Jyri Pelkonen · Jukka Ylipulli · Jouko Karjalainen · 1202,60 |

## Medallero
| Núm. | País      | Oro | Plata | Bronce | Total |
| ---- | --------- | --- | ----- | ------ | ----- |
| 1    | Noruega   | 5   | 5     | 5      | 15    |
| 2    | Finlandia | 2   | 3     | 4      | 9     |
| 3    | Suecia    | 2   | 1     | 1      | 4     |
| 4    | RFA       | 2   | 0     | 0      | 2     |
| 5    | RDA       | 1   | 0     | 2      | 3     |
| 6    | URSS      | 1   | 0     | 0      | 1     |
| 7    | Italia    | 0   | 2     | 1      | 3     |
| 8    | Austria   | 0   | 2     | 0      | 2     |
|      | TOTAL     | 13  | 13    | 13     | 39    |